# Erinnyis crameri
Erinnyis crameri  o esfinge de Cramer es un pequeño lepidóptero de la familia Sphingidae. Vive en el norte de América del Sur, América Central, el sur de los Estados Unidos (Texas, Florida, Arizona y sur de California).
Su envergadura es de 82 mm a 95 mm. La parte superior del abdomen es gris, sin bandas negras, y en la parte inferior no tiene puntos negros. La parte inferior de las alas delanteras es de color marrón oscuro y puede tener manchas de color amarillo a marrón pálido. 
La parte superior de las alas traseras es de un naranja opaco con un estrecho borde negro.

Erinnyis crameri ♂
Erinnyis crameri ♂  △

Los adultos vuelan todo el año en los trópicos y en el sur de Florida. Los adultos se alimentan del néctar de varias flores, incluyendo Saponaria officinalis.
Las larvas de esta especie se alimentan de varias especies de la familia Apocynaceae, incluyendo Rauwolfia ligustrina, Rauwolfia tetraphylla y Stemmadenia obovata.